# Cuța
Cuța – wieś w Rumunii, w okręgu Satu Mare, w gminie Socond. W 2011 roku liczyła 337 mieszkańców.